# Кумельский, Норберт Альфонс
Норберт Альфонс Кумельский (пол. Norbert Alfons Kumelski; 1801, Украина — 1853) — польский писатель-натуралист.
После окончания Виленского университета изучал за границей технологию. В 1834 году поселился в Привислянском крае, служил в правительственной комиссии юстиции, затем стал членом редакции «Gazeta Rzadowa». Его важнейшие труды: «Krótki wyklad mineralogii podług zasad Wernera» (Вильно, 1825—1826); «Zasady Geognozyi podlug Wernera» (1827); «Zoologia albo Historyja naturalna zwierzat» (Вильна, 1837); «Rys systematyczny nauki о skamienialosciach» (1826); «Cukrownictwo europejskie» (Варшава, 1836), ряд переводных повестей и др.